# A.D3 operazione squalo bianco
A.D3 operazione squalo bianco è un film del 1965 diretto da Filippo Walter Ratti con lo pseudonimo di Stanley Lewis.

## Trama
Un agente del governo statunitense è alle prese con un gruppo di banditi che hanno in ostaggio un professore. Li raggiungerà nella loro base in un laboratorio sottomarino.